# Hyperythra
Hyperythra là một chi bướm đêm thuộc họ Geometridae.

## Các loài
- Hyperythra lutea (Stoll, [1781])
- Hyperythra obliqua (Warren, 1894)
- Hyperythra phoenix Swinhoe, 1891
- Hyperythra rubricata Warren, 1898
- Hyperythra suspectaria (Walker, 1866)
- Hyperythra swinhoei Butler, 1880